# Gustav Winter (Politiker)

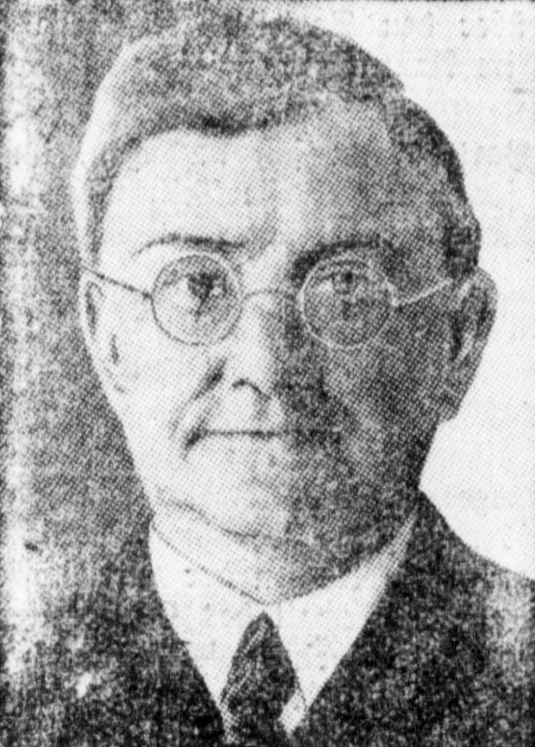
Gustav Winter

Gustav Adolf Winter (* 11. Mai 1882 in Magdeburg; † 30. Oktober 1936 in Halle) war ein deutscher Politiker und Autor (Pseudonym: Platon).

## Leben
Winter stammte aus Großjena und war beruflich als Betriebsanwalt tätig. 1927 gründete er den Volksbund für „Wahrheit und Recht“, der die Aufwertung der rotgestempelten Vorkriegs-Tausendmark-Noten bei der Reichsbank durchsetzen sollte. Winter geriet im Rahmen dieser Bemühungen mit dem Gesetz in Konflikt und wurde wegen Betruges zu einer Gefängnisstrafe von einem Jahr und drei Monaten verurteilt.
Bei der Reichspräsidentenwahl 1932 wurde Gustav A. Winter, noch wegen Betruges in der Landesstrafanstalt Bautzen einsitzend, als Kandidat der Inflationsgeschädigten aufgestellt, erreichte aber nur 0,3 % der Stimmen im ersten Wahlgang, wonach er seine Kandidatur zurückzog.
In den 1930er-Jahren propagierte er den „Orga-Urkult“ bzw. die sogenannte Erdmagnetokultur. Hiermit sollten Winter zufolge durch Ausnutzung des Erdmagnetismus und unter Verzicht von künstlichem Dünger Verbesserungen im landwirtschaftlichen Ertrag möglich sein. 1935 angestellte Versuche der Landesanstalt für Pflanzenbau und Pflanzenschutz in München brachten jedoch nur negative Ergebnisse.
Anfang 1936 wurden auf Grund der Verordnung des Reichspräsidenten zum Schutze des Deutschen Volkes vom 4. Februar 1933 seine sämtlichen Schriften für den Bereich des Landes Sachsen beschlagnahmt und eingezogen.
Am 26. Oktober 1936 begann gegen Winter und sieben weitere Angeklagte vor dem mitteldeutschen Sondergericht in Halle ein Prozess wegen Verstoßes gegen das Gesetz gegen die Neubildung von Parteien vom 14. Juli 1933. Die Anklage lautete u. a. auf „Aufrechterhaltung, Weiterführung und Neuaufbau der sog. ‚Winter-Bewegung‘ nach dem Parteienverbot“; außerdem sollte Winter seine Anhänger um 50.000 Mark betrogen haben.
Am 30. Oktober 1936 verübte Winter noch vor Ablauf des Prozesses im Gerichtsgefängnis Suizid.
Nach Ende des Zweiten Weltkrieges wurde seine Schrift Die Rettung Deutschlands ohne neues Geld (Verlag Wahrheit und Recht, Großjena bei Naumburg 1934) in der sowjetischen Besatzungszone auf die Liste der auszusondernden Literatur gesetzt.